# سراج الدين الأوشي
سراج الدين الأوشي، هو علي بن عثمان بن محمد بن سليمان أبو محمد سراج الدين التيمي الأوشي الفرغاني الحنفي، فقيهًا حنفيًا  وعالماً ومحدثاً في الحديث، ورئيسًا للقضاة.

## حياته
وُلِد في أوش، بالقرب من وادي فرغانة في قيرغيزستان وعرف اسمه بلقب الأوشي.

## كتبه
١- الفتاوى السراجية.
٢- بدء الأمالي.
٣- غرر الأخبار ودرر الأشعار، ملخص نصاب الأخبار لتذكرة الأخيار، 1000 حديث قصير في 100 فصل.

## موته
توفي في أواخر القرن السادس الهجري، في الثاني عشر الميلادي في سنة 575هـ الموافق 1179-1180م.